# Sofia Ahlbom

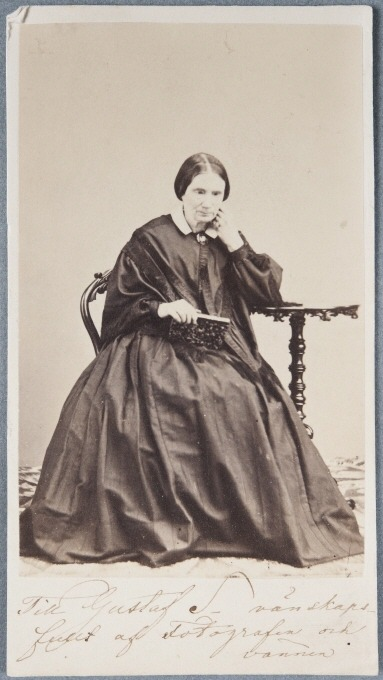
Sofia Ahlbom

Sofia Carolina Ahlbom (* 25. November 1803 in Västerås; † 8. Juni 1868 in Stockholm) war eine schwedische Zeichnerin, Kupferstecherin, Lithografin, Fotografin, Kartografin und Autorin.

## Leben
Sophia Ahlbom war die Tochter des Goldschmieds Anders Efraim Ahlbom und seiner Frau Anna Catharina Karth. Sie zeigte schon als Kind Talent zum Zeichnen und erhielt Unterricht bei Johan Grandel in Västerås, einem damals 80-jährigen Kupferstecher.
Nach dem Tod ihres Vaters im Jahr 1822 leitete Ahlbom zehn Jahre lang zusammen mit ihrer Schwester Gustava eine Mädchenschule in Västerås, war aber auch als professionelle Graveurin in der Stadt tätig. Unter anderem fertigte sie in Stein Karten von Stockholm und Visby an. Im Jahr 1832 zog die Familie nach Stockholm, um einen besseren Markt für solche Produkte zu haben. Ahlbom unternahm zwei Studienreisen nach Frankreich, von denen eine zu einem längeren Aufenthalt in Paris führte, wo sie von 1842 bis 1844 eine Reihe von Lithografien für den Zeichner Jacob Ahlbom anfertigte.
Ahlbom stach in Kupfer, Silber und Gold und war auch als Lithografin und später Fotografin tätig. Als Graveurin wurde sie von der Schifffahrtsschule in Stockholm engagiert, gravierte 1864 die Inschriften für die Abschlussmedaillen der Stockholms slöjdskola (heute Teil der Konstfack), die Medaillen für die Krigsakademien auf Schloss Karlberg (heute die Militärhögskolan Karlberg) und stach das Wappenbuch für das Ritterhaus von 1861 bis 1864. Zwischen etwa 1863 und 1866 arbeitete sie zusammen mit Fredrika Hassel in einem Studio in Stockholm als Fotografin. Daneben veröffentlichte auch Texte, sowohl Verse als auch Prosa.
Sofia Ahlbom wurde auch dadurch bekannt, dass sie sich in den 1850er Jahren an einer der wichtigsten feministischen Diskussionen in Schweden beteiligte: Sie wurde aktiv in Josefina Delands Verein zur Einrichtung einer Rentenversicherung für Lehrerinnen. Nach der Verabschiedung des Vorschlags war sie von 1859 bis 1864 Sekretärin des Svenska lärarinnors pensionsförening, des Schwedischen Lehrerinnenpensionsvereins, wo sie von Fredrika Hassel abgelöst wurde. Fredrika Bremer, die in ihre Texten oft auf andere Frauen verwies, erwähnt sie in Teil 1 von Hemmen i den nya världen.
Den Rest ihres Lebens verbrachte Ahlbom zusammen mit ihrer Schwester.
In der Königlichen Bibliothek zu Stockholm ist sie mit einer allegorischen Komposition vertreten, die den Erbinnen Schwedens und Norwegens gewidmet ist und von ihr nach einer Zeichnung von Anders Lundqvist lithografiert wurde. Des Weiteren sie ist im Kalmar konstmuseum vertreten.